# Polidor
Pour les articles homonymes, voir Polidor et Guillaume.
Ferdinand Guillaume, dit Tontolini et Polidor, est un acteur et réalisateur français naturalisé italien, né le 19 mai 1887 à Bayonne (France) et mort le 3 décembre 1977 à Viareggio (Italie).

## Biographie
Né dans une famille de gens du cirque, descendants de noblesse française, Ferdinand Guillaume fut formé à cette école pluridisciplinaire. Il tourne en Italie dès 1910 Une erreur de Tontolini (Uno sbaglio di Tontolini), première et cocasse aventure d'un personnage précurseur de celui de Charlot.
Rapidement, « Tontolini » cède la place à « Polidor » qui devient son nom de scène, notamment dans les productions de la Pasquali Film de Rome. De La Clarinette de Tontolini (Il clarino di Tontolini) en 1911 jusqu'aux Créateurs de l’impossible (I creatori dell'impossibile) en 1922, Polidor réalise près d'une cinquantaine de courts métrages burlesques du cinéma muet.
L'arrivée du cinéma parlant le relègue aux troisièmes rôles, voire à celui de figurant avec Le Corsaire noir (Il corsaro nero) d'Amleto Palermi (1937). Ensuite, alors qu'il n'a pas encore 60 ans, il devient l'éternel « vieil homme » de troisième plan du cinéma italien.
Federico Fellini en fait sa mascotte, en souvenir des films burlesques où, enfant, il découvrit Polidor au cinéma. L'acteur devient omniprésent dans les films du Maestro, des Nuits de Cabiria (1957) jusqu'aux Histoires extraordinaires (1968) où Fellini lui rend un hommage public par la bouche du présentateur qui l'accueille dans le sketch Toby Dammit : « Un artiste qui depuis tant et tant d'années a su dispenser à foison les rires et l'allégresse, qui nous a tant fait rire aux larmes en se donnant tout entier avec cet enthousiasme qui caractérise les vrais, les grands artistes ».

## Filmographie sélective
- 1910 : Tontolini de Giulio Antamoro : Tontolini
- 1911 : Pinocchio de Giulio Antamoro : Pinocchio
- 1912 : Le Suicide de Polidor (Polidor vuol suicidarsi), produit par Ernesto Maria Pasquali : Polidor
- 1940 : È sbarcato un marinaio  de Piero Ballerini
- 1940 : La Fille du corsaire : (La figlia del Corsaro Verde) d'Enrico Guazzoni
- 1945 : Carmen de Christian-Jaque : le vieux voyageur
- 1952 : Il folle di Marechiaro de Roberto Roberti
- 1957 : Les Nuits de Cabiria (Le notti di Cabiria) de Federico Fellini : le moine
- 1958 : Un morceau de ciel (Un ettaro di cielo) d'Aglauco Casadio
- 1960 : La dolce vita de Federico Fellini : le clown
- 1961 : Accattone de Pier Paolo Pasolini : le fossoyeur
- 1962 : Boccace 70 (Boccaccio '70), sketch Les Tentations du docteur Antoine de Federico Fellini : un colleur d'affiche
- 1963 : Huit et demi (Otto e mezzo) de Federico Fellini : un clown
- 1963 : Le Lit conjugal (Una storia moderna: l'ape regina) de Marco Ferreri : Frère Lorenzo
- 1964 : Cyrano et d'Artagnan d’Abel Gance : Théophile
- 1968 : Roses rouges pour le Führer (Rose rosse per il fuehrer) de Fernando Di Leo : Padre Louis
- 1968 : Histoires extraordinaires, sketch Toby Dammit ou Il ne faut jamais parier sa tête avec le diable (Toby Dammit) de Federico Fellini : le vieil acteur